# 1941年度の将棋界
1941年度の将棋界（1941ねんどのしょうぎかい）では、1941年（昭和16年）4月から1942年（昭和17年）3月の将棋界に関する出来事について記述する。

## できごと

### 1941年5月
- 4日 - 第2回昭和番付編成将棋の番附が発表された[1]。

### 1941年11月
- 第2回昭和番付編成将棋が終了。第1位は木村義雄名人、梶一郎七段、松田茂行五段、北楯修哉四段、藤川義夫四段の5勝1敗[1]。

## 昇段・引退
| 昇段 | 棋士       | 昇段日 | 注     |
| ---- | ---------- | ------ | ------ |
| 四段 | 板谷四郎   | 1941年 | [ 2 ]  |
| 四段 | 山本武雄   | 1941年 | [ 3 ]  |
| 四段 | 金高清吉   | 1941年 | [ 4 ]  |
| 四段 | 山中和正   | 1941年 | [ 5 ]  |
| 四段 | 藤川義夫   | 1941年 | [ 4 ]  |
| 四段 | 間宮純一   | 1941年 | [ 6 ]  |
| 五段 | 大山康晴   | 1941年 | [ 7 ]  |
| 五段 | 高島一岐代 | 1941年 | [ 8 ]  |
| 五段 | 松田茂行   | 1941年 | [ 9 ]  |
| 六段 | 松田茂行   | 1941年 | [ 9 ]  |
| 六段 | 荒巻三之   | 1941年 | [ 10 ] |
| 八段 | 渡辺東一   | 1941年 | [ 11 ] |